# 혼다 다다히사
혼다 다다히사(일본어: 本多忠敞, 1727년 ~ 1759년 8월 2일)는 에도 시대 중기의 다이묘이다. 시모사 고가번 제2대 번주, 이와미 하마다번 초대 번주. 혼다 가문 다다카쓰계 종가 제9대 당주이다.
| 전임 혼다 다다나가 | 제2대 고가번 번주 (혼다가) 1751년 ~ 1759년 | 후임 마쓰다이라 야스요시 |

| 전임 마쓰다이라 야스요시 | 제1대 하마다번 번주 (혼다가) 1759년 | 후임 혼다 다다미쓰 |